# 光部樹
光部樹（日语：／ Kōbe Tatsuki，1987年12月17日—）是一名日本男性聲優。出身於靜岡縣。Atomic Monkey所屬。

## 生平
光部在成為聲優之前，因為家中經營建築業，他大學畢業後曾在土木建設公司工作。但由於自己熱愛動畫與電影，心中一直存在「這樣真的好嗎？」「這真的是我想做的事嗎？」的疑問，因此決心「我要以聲優為目標努力！」，大約在24歲時開始追逐聲優夢。他表示，契機是因為「想追逐夢想」、「想做自己真正想做的事」。他提到，促使他立志成為聲優的作品包括《攻殼機動隊》和《K-ON！輕音部》。
有一次他偶然讀到一篇報紙，上面寫著「大腦的發展會在25歲停止」，並提到「如果要開始新的事物，最好在25歲以前開始，否則會比較困難」。因此他思考，如果花幾年就讀聲優養成所或專門學校卻無法進入事務所，那麼再重新進入下一所養成所也許已經太遲。於是他決定報考Atomic Monkey／聲優演技研究所。畢業後正式隸屬於Atomic Monkey。

## 人物
除了聲優工作之外，他也是劇団ヘロヘロQカムパニー的團員之一，並有參與舞台劇演出。
他的特技是絕對音感。曾有人請他演奏一首沒有樂譜的曲子，他靠聽力抓出低音部分的旋律，再用吉他找出和弦來演奏。
其他興趣和專長包括欣賞電影、喝酒、以及打鼓。

## 演出作品
※粗體字為主要角色。

### 電視動畫
2018年
- 銀河英雄傳說 Die Neue These（通信士）

2019年
- COP CRAFT（選對工作人員）

2020年
- 寶可夢 旅途（副機長、團員、訓練師、工作人員、滑板的青年、小豪的龜腳腳、實況、豆豆鴿的訓練師、搭便車、凱羅斯、弟子、司機、主持人）
- 更多！認真地不認真的怪俠佐羅利（小偷、門衛1、客A、手下C、弗雷迪）

2021年
- 寶可夢 旅途（獵人、町人、艾莉絲的雙斧戰龍、目擊者、列陣兵、賈桂琳的千面避役、達克萊伊、小力）
- SK8 the Infinity（觀眾）
- 進擊的巨人 The Final Season（瑪雷市民）
- 更多！認真地不認真的怪俠佐羅利 第2系列（行司、播音員、克雷爾）
- 通靈王（年輕人、Junk Food）
- 我的英雄學院 第5期（市民）
- 新幹線變形機器人Z（奧博克爺爺—）

2022年
- 更多！認真地不認真的怪俠佐羅利 第3系列（奇波里、播音員）
- 我的英雄學院 第6期（通信操作員）
- 寶可夢 旅途 遙遠青空（猴子）

2023年
- 我的英雄學院 第6期（塔爾塔羅斯職員、鮮魚店店主、記者、市民、避難民）
- 寶可夢 旅途 目標是寶可夢大師（君莎的訓練員、吼吼鯨）
- 寶可夢 地平線（學生、樹才怪、怒鸚哥、僱傭訓練師、船員、過動猿）
- 龍族拼圖（SP1）
- 想當冒險者前往都市的女兒成為S級（冒險者）
- MF GHOST 燃油車鬥魂（田中洋二〈實況〉[7]）

2024年
- 寶可夢 地平線（手下、訓練師、作業員、攝影小子、冰鬼護、街上的人、火暴猴、路人、店員、下石鳥、黑魯加、惡黨）
- 通靈王FLOWERS（士兵C、士兵D）
- 我的英雄學院 第7期（卡西·卡西科、解放戰士）
- 名偵探柯南（警官、刑事）
- MF GHOST 燃油車鬥魂 2nd Season（田中洋二〈實況〉）
- 蜻蛉高球 第2期（大河）
- 哆啦A夢（狗）

2025年
- 寶可夢 地平線（黑夜魔靈、大牙狸）
- 哆啦A夢（筆盒）
- 轉生成貓咪的大叔（男子社員、男性重役、山川）
- 正義使者 -我的英雄學院之非法英雄-（男性播報員、前輩）

### 劇場版動畫
2016年
- 遊戲王：次元的黑暗面

2021年
- 龍與雀斑公主

2022年
- 銀河英雄傳說 Die Neue These 激突（特律古拉夫通信士、警備兵、伊謝爾倫操作員、操作員、呂貝克通信士）
- 銀河英雄傳說 Die Neue These 策謀（通信員、少年）
- 劇場版 鋼彈Reconguista in G IV 激鬪吶喊的愛
- 灌籃高手 THE FIRST SLAM DUNK

2023年
- BLUE GIANT 藍色巨星

2024年
- 我的英雄學院：YOU'RE NEXT

### 網路動畫
2021年
- 夢想的花蕾（實況[8]）
- 寶可夢進化（市民B）

2022年
- 寶可夢 被稱為神的阿爾宙斯（銀河隊部下、毒骷蛙）

2023年
- 帕底亞的課後時光（潤水鴨）
- PLUTO ～冥王～（實況）

### 遊戲
2022年
- 寶可夢大師EX（熔岩隊手下〈男〉[9]）

2023年
- 名偵探皮卡丘 閃電回歸

2025年
- 緋染天空 Heaven Burns Red（路人）

## 外部連結
- 光部 樹｜株式会社アトミックモンキー
- 光部樹的X（前Twitter）